# Поляк, Борис Теодорович
Бори́с Теодо́рович По́ляк (4 мая 1935 — 3 февраля 2023) — советский и российский математик, заведующий лабораторией им. Я. З. Цыпкина ИПУ РАН, доктор технических наук, профессор Московского физико-технического института.

## Биография
В 1958 г. окончил Московский Институт стали; в 1963 г. — аспирантуру механико-математического факультета Московского университета. В том же году защитил кандидатскую диссертацию. Работал младшим, затем старшим научным сотрудником вычислительного центра Московского университета. С 1971 г. работает в Институте проблем управления РАН: старший (затем ведущий и главный) научный сотрудник, затем заведующий лабораторией. Доктор технических наук (1978).
Работал в университетах США, Франции, Италии, Израиля, Тайваня и других стран. Заместитель главного редактора журнала «Автоматика и телемеханика» и член редколлегий 5 международных журналов. Член диссертационных и научных советов, председатель секции «Теории автоматического управления» ИПУ РАН.
В 2012 году вошёл в инициативную группу по созданию Общества научных работников.
Индекс Хирша 65 (2024).

## Семья
Сын — израильский математик Михаил Поляк (род. 1963), профессор математического отделения Хайфского техниона.

## Научная деятельность
Основные работы — по теории управления и оптимизации. Автор 4 монографий, 180 статей в журналах и свыше 150 докладов на российских и международных конференциях. Подготовил более 20 кандидатов и докторов наук.
Среди учеников — Ю. Е. Нестеров.

## Награды и признание
- Премия имени А. А. Андронова (совместно с Я. З. Цыпкиным, за 1994 год) — за цикл работ «Робастность в задачах оценивания, оптимизации и устойчивости»
- премия им. Лётова (1999)
- премия им. Кулебакина (2004)
- премия им. Цыпкина ИПУ РАН (2005)
- премия им. Фельдбаума (2006)
- почётный член ИФАК (IFAC Fellow; 2006)
- золотая медаль Европейского общества исследования операций (Euro Gold Medal) (2012)[6].
- Премия имени Б. Н. Петрова (совместно с М. В. Хлебниковым, П. С. Щербаковым, за 2016 год) — за работу «Управление линейными системами при внешних возмущениях: техника линейных матричных неравенств»